# Epicadus rubripes
Epicadus rubripes là một loài nhện trong họ Thomisidae.
Loài này thuộc chi Epicadus. Epicadus rubripes được Cândido Firmino de Mello-Leitão miêu tả năm 1924.